# Alberto Fortis

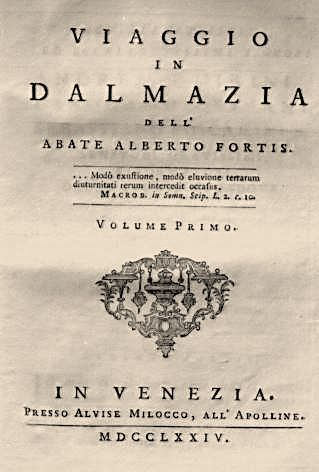
Page couverture de Viaggio in Dalmazia dell' Abate Alberto Fortis, 1774.

Alberto Fortis (né Giovanni Battista Fortis le 10 novembre 1741 à Padoue, Italie - mort le 21 octobre 1803 à Bologne, Italie) est un écrivain, naturaliste et cartographe italien.

## Biographie
Alberto Fortis (nom qu'il s'est donné) est né à Padoue en Italie soit le 9 ou le 11 novembre 1741.
Il voyage beaucoup en Dalmatie, ce qui lui donne le matériel nécessaire pour rédiger Viaggio in Dalmazia dell' Abate Alberto Fortis  (Voyages en Dalmatie, par l'abbé Alberto Fortis), publié la première fois en 1774 à Venise, puis à Londres en 1778,,. La partie la plus remarquable de l'ouvrage est sa description de la Morlachia (terre des « Mavro-Vlaques », « Morlaques » ou « Valaques noirs »), mot utilisé par Fortis pour distinguer les terres intérieures des villes côtières soumises à l'influence de la république de Venise. L'écrivain croate Ivan Lovrić (en), auteur de Notes on 'Travels in Dalmatia' of Abbe Alberto Fortis, a  accuse Fortis de plusieurs erreurs factuelles et qu'il a tenté de rectifier. Viaggio in Dalmazia... joue un rôle important dans la reconnaissance de la culture dalmate (valaque) pendant la montée du romantisme en Europe. L'arrière-pays est décrit par la balade folk morlaque Hasanaginica, rapportée et notée la première fois par Fortis.
En 1795, Fortis est élu fellow de la Royal Society.
Il meurt à Bologne en Italie le 21 octobre 1803.

## Œuvres
- Travels into Dalmatia; containing general observations on the natural history of that country and the neighbouring islands; the natural productions, arts, manners and customs of the inhabitants: in a series of letters from Abbe Alberto Fortis, première publication à Londres par J. Robson, 1778[6]
- A poetical sketch of the revolutions that have happened in the natural history of our planet intended as a specimen of a philosophical and theological poem, première publication à Londres par B. White, 1786[7]